# Onibi

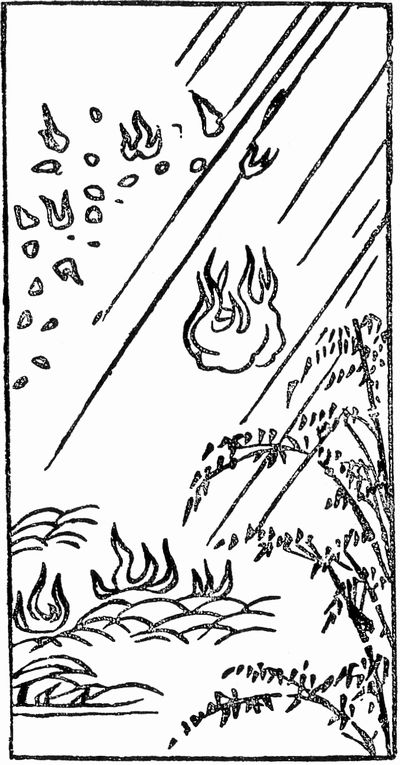
Onibi (Bức tranh trong Wakan Sansai Zue)

Onibi (鬼火 (Quỷ Hoả)) là một loại ánh sáng ma khí quyển trong truyền thuyết của Nhật Bản. Theo quan niệm dân gian, họ là những linh hồn được sinh ra từ xác chết của con người và động vật. Họ cũng được cho là những người quá phẫn uất hóa thành lửa và xuất hiện. Ngoài ra, đôi khi các từ là "ma trơi" hay "đèn bí ngô" cũng được dịch sang tiếng Nhật là "onibi".

## Giả thuyết
Đầu tiên, có thể thấy rằng các chi tiết về onibi từ lời khai của các nhân chứng không khớp với nhau, onibi có thể được coi là một thuật ngữ tập thể cho một số loại hiện tượng ánh sáng bí ẩn. Vì chúng thường xuyên xuất hiện trong những ngày mưa nên mặc dù chữ "bi" (lửa) có trong tên của nó, chúng được cho là khác với ngọn lửa do sự cháy và là một loại phát quang khác. Cần phải nói là sự giải thích này đã được nêu ngay từ thời xưa, và những hiện tượng này không có gì là lạ.
Ngay ở Trung Quốc vào thời đại TCN, người ta đã nói rằng "từ máu của người và động vật, phosphor và lửa oni (onibi) xuất hiện". Ký tự 燐 tại thời điểm đó ở Trung Quốc cũng có thể có nghĩa là sự phát quang đến từ đom đóm, hay từ hiệu ứng điện ma sát (triboelectricity trong vật lý, là sự nhiễm điện do tiếp xúc mà trên đó các vật liệu nhất định được tích điện sau khi chúng được tách ra khỏi một vật liệu khác mà chúng tiếp xúc), và không phải là một từ chỉ nguyên tố hóa học "phosphor".
Trong khi đó, tại Nhật Bản, theo lời giải thích trong "Wakan Sansai Zue"; khi con người, ngựa và gia súc chết trong trận chiến và đổ máu trên mặt đất, onibi là thứ mà linh hồn của họ biến thành sau vài năm và tháng.
Một thế kỷ kể từ "Wakan Sansai Zue" vào thế kỷ 19 và sau đó, tại Nhật Bản, onibi đã được đề cập tiếp theo trong tác phẩm văn học "Fushigi Benmō" của Shūkichi Arai, nói rằng "xác chết của bị chôn vùi có phosphor của họ biến thành onibi". Giải thích này được ủng hộ cho đến những năm 1920, các từ điển phổ thông trong thời kỳ Shōwa và sau đó cũng nói như vậy.
Sankyō Kanda, một học giả sinh vật học nghiên cứu về động vật phát quang, đã tìm được phosphor vào năm 1696, và như ông biết rằng cơ thể con người cũng có phosphor, ở Nhật Bản, ký tự 燐 được dùng để chỉ nó, nói cách khác, có thể phỏng đoán rằng khi xác chết phân hủy, phosphor trong axit phosphoric sẽ phát ra ánh sáng. Theo cách này, nhiều onibi sẽ được giải thích, nhưng vẫn còn nhiều bằng chứng không phù hợp với lý thuyết về sự phát sáng từ phosphor.

## Khác
Cũng có những truyền thuyết cho rằng onibi cũng bay lơ lửng giống như khi ma xuất hiện ở châu Âu, chẳng hạn như ở Đức vào ngày 2 tháng 11 trong Đêm linh hồn, một số lượng lớn onibi đã được trông thấy ở phía sau ngôi đền trong nghĩa địa. Đây được xem là bằng chứng cho thấy một hàng dài những hồn ma đã đến đền thờ, và những hồn ma của những đứa trẻ mặc đồ lót màu trắng, tham gia vào hàng của "Frau Holle (Mẹ Holle)". Vì chúng đã xuất hiện trong một nghĩa địa, một lời giải thích đã được đưa ra rằng đó là do các khí phát quang từ sự phân hủy như đã nêu ở trên.